# Drake's Island
Drake's Island is een 2,6 ha groot onbewoond eiland in de Plymouth Sound, de baai waaraan de Engelse stad Plymouth is gelegen.

## Geschiedenis
Drake's Island, dat ongeveer 400 meter lang is en maximaal 100 meter breed, werd voor het eerst beschreven in 1135 als St. Michael's, naar een kapel die op het eiland was gebouwd. Deze werd later gewijd aan Sint Nicolaas, waarna het eiland de naam St. Nicholas's Island kreeg. Vanaf het einde van de zestiende eeuw werd het nu en dan aangeduid als Drake's Island, naar de Engelse kaper Sir Francis Drake, die Plymouth als thuishaven had en voor wie het eiland begin- en eindpunt was van de reis rond de wereld die hij van 1577 tot 1580 maakte. Tot ver in de negentiende eeuw echter bleef het eiland op kaarten en in andere bronnen vermeld worden als St. Nicholas's Island. De benaming Drake's Island wordt pas sinds het begin van de twintigste eeuw algemeen gebruikt.
Vanaf 1549 werd het eiland gefortificeerd als verdediging tegen Frankrijk en Spanje, waarmee Engeland in die tijd regelmatig in oorlog was. Aan het einde van de zestiende eeuw werd er een barakkencomplex gebouwd, waarin 300 soldaten werden ondergebracht. Het eiland zou verscheidene eeuwen het centrum van de verdedigingswerken rond de stad Plymouth blijven. Tijdens de Engelse Burgeroorlog werd het ook als gevangenis gebruikt.

## Na de Tweede Wereldoorlog
Na afloop van de Tweede Wereldoorlog bleef het eiland onder beheer van het War Office, het Britse Ministerie van Oorlog. Hoewel dat in 1956 mededeelde dat Drake's Island voor verdedigingsdoeleinden niet langer noodzakelijk was, werd het pas in 1963 verlaten. Het eiland werd vervolgens door de Britse Kroon in erfpacht gegeven aan de Plymouth City Council, die er het op jongeren gerichte Drake's Island Adventure Centre vestigde, dat in 1964 werd geopend. In datzelfde jaar werd het eiland aangesloten op het waterleidingnet. Een telefoonaansluiting volgde op 1 mei 1987 (waarbij Drake's Island het nummer Plymouth 63393 kreeg). Drake's Island Adventure Centre werd op 31 mei 1989 gesloten, waarna het eiland weer in bezit kwam van de Britse Kroon.
Drake Island werd in 1995 voor £ 384.000 gekocht door Dan McCauley, oud-voorzitter van de lokale voetbalclub Plymouth Argyle FC. Zijn plan om op het eiland een hotel en een recreatiecentrum te vestigen, voorzien van een landingsplaats voor hefschroefvliegtuigen, werd in 2003 afgewezen door de Plymouth City Council.
In mei 2005 kwam Drake Island in het nieuws toen een van de gebouwen op het eiland bij wijze van protestactie werd bezet door een groep ontwapeningsactivisten.